# Erva
Erva (lat. Aerva), biljni rod iz porodice štirovki. Postoji šest priznatih vrsta (trajnice) u Africi i Aziji, od kojih je jedna, A. sericea) s Havaja u divljini izumrla.
Listovi su nasuprotni ili naizmjenični

## Vrste
1. Aerva javanica (Burm.f.) Juss. ex Schult.
2. Aerva madagassica Suess.
3. Aerva radicans Mart.
4. †Aerva sericea Moq.; u divljini nestala
5. Aerva villosa Moq.
6. Aerva wightii Hook.f.